# Port lotniczy Slovenj Gradec
Port lotniczy Slovenj Gradec – port lotniczy w miejscowości Slovenj Gradec (Słowenia). Obsługuje połączenia krajowe.